# Лагодівська сільська рада (Казанківський район)
Ла́годівська сільська́ ра́да — адміністративно-територіальна одиниця та орган місцевого самоврядування в Казанківському районі Миколаївської області. Адміністративний центр — село Лагодівка.

## Загальні відомості
- Населення ради: 514 особи (станом на 2001 рік)

## Населені пункти
Сільській раді підпорядковані населені пункти:
- с. Лагодівка
- с. Бурячки
- с. Мар'янівка
- с. Петрово-Висунське
- с. Червона Новоселівка

## Склад ради
Рада складається з 12 депутатів та голови.
- Голова ради: Лагода Олена Іванівна
- Секретар ради: Бойко Валентина Анатоліївна

### Керівний склад попередніх скликань
| Прізвище, ім'я, по батькові | Основні відомості                                                         | Дата обрання | Дата звільнення |
| --------------------------- | ------------------------------------------------------------------------- | ------------ | --------------- |
| Лагода Олена Іванівна       | Сільський голова, 1962 року народження, освіта вища, позапартійна         | 26.03.2006   | 31.10.2010      |
| Лагода Олена Іванівна       | Сільський голова, 1962 року народження, освіта вища, член Партії регіонів | 31.10.2010   |                 |

Примітка: таблиця складена за даними сайту Верховної Ради України

### Депутати
За результатами місцевих виборів 2010 року депутатами ради стали:

#### За суб'єктами висування
| Суб'єкт висування               | Кількість обраних депутатів | %    |
| ------------------------------- | --------------------------- | ---- |
| Партія регіонів                 | 11                          | 91,7 |
| Політична партія «Наша Україна» | 1                           | 8,3  |

#### За округами
| № округу                        | Прізвище, ім'я, по батькові      | Дата визнання обраним | Освіта  | Партійна приналежність                | Відомості про обраного депутата              |
| ------------------------------- | -------------------------------- | --------------------- | ------- | ------------------------------------- | -------------------------------------------- |
| Партія регіонів                 |                                  |                       |         |                                       |                                              |
| 1                               | Гуров Віталій Віталійович        | 01.11.2010            | середня | член Партії регіонів                  | Лагодівська загальноосвітня школа, вчитель   |
| 3                               | Романова Валентина Олександрівна | 01.11.2010            | середня | член Партії регіонів                  | Лагодівська загальноосвітня школа, вчитель   |
| 4                               | Думанський Володимир Миколайович | 01.11.2010            | середня | член Партії регіонів                  | тимчасово не працює                          |
| 5                               | Лагода Тарас Дмитрович           | 01.11.2010            | середня | член Партії регіонів                  | Лагодівська загальноосвітня школа, охоронець |
| 6                               | Козоброд Іван Іванович           | 01.11.2010            | вища    | член Партії регіонів                  | Лагодівська загальноосвітня школа, директор  |
| 7                               | Філінська Тамара Миколаївна      | 01.11.2010            | середня | член Партії регіонів                  | Лагодівська сільська рада, бухгалтер         |
| 8                               | Коваль Валентина Андріївна       | 01.11.2010            | вища    | член Партії регіонів                  | Лагодівська сільська рада, землевпорядник    |
| 9                               | Плєска Віталій Михайлович        | 01.11.2010            | середня | член Партії регіонів                  | ФГ «Плєска», голова                          |
| 10                              | Семенов Василь Миколайович       | 01.11.2010            | середня | член Партії регіонів                  | одноосібник                                  |
| 11                              | Закліковська Любов Іванівна      | 01.11.2010            | середня | член Партії регіонів                  | тимчасово не працює                          |
| 12                              | Бойко Валентина Анатоліївна      | 01.11.2010            | середня | член Партії регіонів                  | Лагодівська сільська рада, секретар          |
| Політична партія «Наша Україна» |                                  |                       |         |                                       |                                              |
| 2                               | Стасів Іван Іванович             | 01.11.2010            | середня | член Політичної партії «Наша Україна» | тимчасово не працює                          |